# Lied der Arbeit
Das Lied der Arbeit gilt als Hymne der österreichischen Sozialdemokratie. Es wurde 1868 erstmals in der Öffentlichkeit vorgetragen und ist noch heute auf Veranstaltungen der SPÖ zu hören, so etwa jedes Jahr in Wien bei den Feiern zum 1. Mai.

## Geschichte
Dem „Volks- und Arbeiterlied“ kommt in der Geschichte der Arbeiterbewegung auch in Österreich besondere Bedeutung zu. Der Text zum Lied der Arbeit wurde 1867 von dem damals 21-jährigen Graveur-Gesellen Josef Zapf (1847–1902) verfasst, die Vertonung erfolgte 1867 durch Josef Scheu, den Chormeister des Gumpendorfer Arbeiterbildungsvereins in Mariahilf, der auch die Uraufführung am 29. August 1868 in Zobels Bierhalle in Fünfhaus leitete. An der Stelle der Bierhalle befindet sich heute das Amtshaus für den 15. Bezirk mit dem Bezirksmuseum.
Der Gumpendorfer Arbeiterbildungsverein war am 8. Dezember 1867 als erster seiner Art in Wien gegründet worden und galt in dieser Zeit als einer der aktivsten Vereine der Arbeiterbewegung in dieser Stadt. Bereits ein Jahr nach seiner Entstehung richtete er 1868 eine Kranken- und Invalidenkasse für seine Mitglieder ein. Im Rahmen einer Mitgliederversammlung dieses Vereins wurde das „Lied der Arbeit“ auch erstmals präsentiert. Die 3.000 Besucher sollen von der Darbietung des Arbeiterchores so ergriffen gewesen sein, dass sie aufstanden und das Lied stehend zu Ende anhörten.

## Text
Inhaltlich ist der Liedtext als eine „Hymne an die Arbeit“ ausgelegt. Von den ursprünglich zehn Strophen der Originalfassung werden heute nur mehr die erste und letzte gesungen.
Stimmt an das Lied der hohen Braut,
Die schon dem Menschen angetraut,
Eh’ er selbst Mensch war noch.
Was sein ist auf dem Erdenrund,
Entsprang aus diesem treuen Bund.
Die Arbeit hoch!
Die Arbeit hoch!
Als er vertiert, noch scheu und wild
Durch schreckenvolles Urgefild
Und finstre Wälder kroch
Wer gab dem Arm die erste Wehr?
Die Arbeit war’s, noch roh wie er.
Die Arbeit hoch!
Die Arbeit hoch!
Und als er Bogen, Pfeil und Spieß
Und den Nomadenstab verließ
Zu eignem Felde zog
Wer schuf den segensreichen Pflug?
Die Arbeit, die nie schafft genug.
Die Arbeit hoch!
Die Arbeit hoch!
Als später der Familie Herd
Sich zu Gemeind und Stadt vermehrt
Wer unterm Sklavenjoch
Begann den Bau der ersten Stadt?
Das war der Arbeit stolze Tat.
Die Arbeit hoch!
Die Arbeit hoch!
Und als sein Drang nach Hab und Gut
Ihn trieb zur wegelosen Flut
Die unbezwungen noch.
Wer stieß das erste Schiff vom Strand?
Der Arbeit ewig tät’ge Hand
Die Arbeit hoch!
Die Arbeit hoch!
Und als der Denker Geist schon nah
Die Geistesfreiheit dämmern sah,
Welch Genius sandte doch
Der Menschheit das gedruckte Wort?
Die Arbeit war’s, der Bildung Hort.
Die Arbeit hoch!
Die Arbeit hoch!
Sie hat, was noch kein Rom vollbracht, 
Die Erde sich zum Knecht gemacht.
Und Herrin ist sie noch,
So hoch ein Pass durch Gletscher führt,
So tief nach Erz ein Bergmann spürt.
Die Arbeit hoch!
Die Arbeit hoch!
Sie ist’s, die Meere überwand’,
Die alle Elemente spannt 
Ins harte Eisenjoch.
Doch ihre Mutter war die Not
Vergeßt nicht, mündig, ihr Gebot:
Die Arbeit hoch!
Die Arbeit hoch!
Die Pyramide Cheops zeugt,
Welch drückend Joch sie einst gebeugt.
Die Arbeit brach es doch!
Drum hofft: Des Kapitales Joch,
Die freie Arbeit bricht es noch!
Die Arbeit hoch!
Die Arbeit hoch!
Und wie einst Galilei rief,
Als rings die Welt im Irrtum schlief:
Und sie bewegt sich doch!
So ruft: Die Arbeit, sie erhält,
Die Arbeit, sie bewegt die Welt!
Die Arbeit hoch!
Die Arbeit hoch!